# União das Freguesias de Anhões e Luzio
Die União das Freguesias de Anhões e Luzio ist eine portugiesische Gemeinde (Freguesia) im Kreis (Concelho) Monção im Nordwesten Portugals.

## Geschichte
Die Gemeinde entstand im Zuge der Gebietsreform vom 29. September 2013 durch die Zusammenlegung der ehemaligen Gemeinden Anhões und Luzio. Anhões wurde Sitz der neuen Verwaltung.

## Demographie
| Freguesia | Freguesia      | Freguesia | Freguesia       | ehemalige Freguesias | ehemalige Freguesias | ehemalige Freguesias | ehemalige Freguesias |
| --------- | -------------- | --------- | --------------- | -------------------- | -------------------- | -------------------- | -------------------- |
| Wappen    | Freguesia      | Einwohner | Fläche in (km²) | Wappen               | Freguesia            | Einwohner            | Fläche in (km²)      |
|           | Anhões e Luzio | 196       | 14,38           |                      | Anhões               | 140                  | 7,05                 |
|           | Anhões e Luzio | 196       | 14,38           | Luzio                | 120                  | 7,32                 |                      |